# La Pianiste
Ne doit pas être confondu avec Le Pianiste de Roman Polanski
Pour les articles homonymes, voir Pianiste (homonymie).
Pour plus de détails, voir Fiche technique et Distribution.
La Pianiste est un film dramatique franco-autrichien réalisé par Michael Haneke, sorti en 2001.
Il s'agit de l'adaptation cinématographique du roman éponyme d'Elfriede Jelinek (prix Nobel de littérature en 2004). Fait assez rare, le film remporte trois prix au festival de Cannes 2001. Ainsi, Benoît Magimel et Isabelle Huppert remportent le prix d'interprétation. Quant à Michael Haneke, il décroche le grand prix.

## Synopsis
Erika Kohut est professeur de piano d'une quarantaine d'années, prodiguant ses cours au Conservatoire de Vienne. Elle traite ses élèves avec mépris et parfois avec cruauté, n'hésitant pas à les détruire moralement pour les dissuader de faire carrière dans la musique classique. Vieille fille, elle vit seule avec sa mère âgée, possessive et étouffante. Malgré ses airs distants et assurés, c'est une femme dont la solitude et la répression sexuelle se manifestent à travers de nombreuses paraphilies, comme le voyeurisme, le sadomasochisme et l'automutilation.
Lors d'un récital organisé par le docteur Blonskij et sa femme, Erika rencontre Walter Klemmer, un jeune homme aux aspirations d'ingénieur, qui joue également du piano et qui manifeste son admiration pour le talent d'Erika pour la musique classique. Ils partagent tous deux leur amour pour la musique de Schumann et de Schubert, et Walter tente d’entrer au conservatoire afin de suivre les cours d'Erika. Son audition impressionne les autres professeurs, mais Erika, bien que visiblement émue par son jeu, vote contre lui ; elle remet en question ses motivations et son interprétation de l'Andantino de Schubert. Malgré cela, Walter devient l'un des élèves d'Erika. Pendant ce temps, Anna Schober, une autre élève, souffre d'anxiété à cause de la pression que lui infligent Erika ainsi que sa mère. Quand Erika voit Anna et Walter en train de socialiser, elle entre dans le vestiaire du conservatoire en cachette, y brise un verre et met les tessons dans l'une des poches du manteau d'Anna. Cette dernière se coupe la main avec le verre, ce qui l'empêche de jouer à un concert approchant.
Walter suit Erika dans des toilettes publiques après cet acte. Il l'embrasse passionnément, mais elle lui répond en le frustrant et en l'humiliant à répétition. Elle le masturbe ensuite avant de lui faire une fellation, mais s'arrête subitement quand il ne répond pas à ses obligations. Elle lui dit qu'elle lui écrira une lettre pour leur prochaine rencontre. Plus tard, au conservatoire, Erika feint d'être empathique avec la mère d'Anna, en lui disant ensuite qu'à un tel stade, elle est la seule à pouvoir la remplacer.
Walter est de plus en plus insistant concernant son envie d'entretenir une relation sexuelle avec Erika, mais cette dernière souhaite qu'il satisfasse ses fantasmes masochistes. Elle lui donne la lettre contenant les actes qu'elle acceptera de faire, mais la liste révulse Walter. Plus tard, après l'entraînement de hockey de Walter, Erika vient s'excuser auprès de lui et ils commencent l'acte dans les vestiaires ; cependant, Erika s'en sent incapable et vomit. Plus tard dans la soirée, Walter arrive dans l'appartement d'Erika et l'attaque de la manière qu'elle avait décrite dans sa lettre. Il enferme la mère d'Erika dans sa chambre avant de battre et de violer Erika.
Le lendemain, Erika amène un couteau de cuisine au concert où elle remplace Anna. Quand Walter arrive, il est joyeux et rit avec sa famille, et salue gaiement Erika. Quelques instants avant le début du concert, Erika se poignarde dans l'épaule et sort du conservatoire.

## Fiche technique
- Titre : La Pianiste
- Réalisation : Michael Haneke
- Scénario : Michael Haneke d'après le roman éponyme d'Elfriede Jelinek
- Sociétés de production : MK2, Les Films Alain Sarde, Arte France Cinéma et Wega Film
- Photographie : Christian Berger
- Montage : Monika Willi
- Décors : Christoph Kanter
- Costumes : Annette Beaufaÿs
- Pays de production :  Autriche /  France
- Tournage : à Vienne
- Format : couleur - 1,85:1 - 35 mm
- Son : Dolby Digital
- Genre : drame
- Durée : 130 minutes
- Date de sortie : 5 septembre 2001
- Film interdit aux moins de 16 ans lors de sa sortie en France.

## Distribution
- Isabelle Huppert : Erika Kohut
- Benoît Magimel : Walter Klemmer
- Annie Girardot : la mère d'Erika
- Anna Sigalevitch : Anna Schober
- Eva Green : la fiancée de Walter
- Susanne Lothar : Madame Schober
- Udo Samel : le docteur Blonskij
- Cornelia Köndgen (de) : Madame Blonskij
- Thomas Weinhappel (de) : le baryton
- Georg Friedrich : l'homme en voiture
- Philipp Heiss : Naprawnik
- William Mang (de) : un professeur
- Rudolf Melichar (de) : le directeur
- Gabriele Schuchter (de) : Margot
- Dieter Berner (de) : le professeur qui chante
- Volker Waldegg : un professeur
- Martina Resetarits : un professeur
- Annemarie Schleinzer : un professeur
- Karoline Zeisler (de) : un professeur
- Liliana Nelska (de) : la secrétaire
- Luz Leskowitz (de) : le violoniste
- Viktor Teuflmayr : un pianiste
- Vivian Bartsch (de) : la femme en voiture
- Florian Koban : l'élève
- Thomas Auner : le pianiste qui joue du Haydn
- Andreas Donat : le pianiste qui joue du Chopin

## Distinctions
| - 2001 : Festival de Cannes - Grand Prix du Jury - Prix d'interprétation masculine : Benoît Magimel - Prix d'interprétation féminine : Isabelle Huppert - 2001 : Prix du cinéma européen - Meilleure actrice européenne : Isabelle Huppert | - 2002 : César du cinéma - Meilleur second rôle féminin ; Annie Girardot - 2002 L.A. Film Critics Association - Meilleure actrice : Isabelle Huppert - 2002 National Society of Film Critics - Meilleure actrice : Isabelle Huppert |

## Autour du film
- Elfriede Jelinek avait travaillé dix ans auparavant, comme coscénariste, d'un film dont Isabelle Huppert était déjà l'actrice principale : Malina de Werner Schroeter, d'après Ingeborg Bachmann.
- Il ne s'agit pas du premier film que Michael Haneke propose à Isabelle Huppert : il l'avait démarchée quelques années plus tôt pour incarner la mère assassinée dans Funny Games mais elle avait refusé le rôle[1].
- Le rôle de la mère d'Erika fut d'abord attribué à Jeanne Moreau. Alors que les costumes avaient été essayés, la comédienne annule sa participation au tournage dix jours avant et sera remplacée au pied levé par Annie Girardot[2]. Jeanne Moreau ne regrettera pas son choix en dépit des trois prix cannois et du César de la meilleure actrice dans un second rôle obtenu par Girardot[2].
- La direction du Festival de Cannes durcit à nouveau le règlement à la suite des trois récompenses accordées au long métrage pour éviter qu'une même œuvre n'obtienne trop de prix[3]. Avant La Pianiste, seuls deux films avaient été triplement récompensés par le jury : Barton Fink des frères Coen en 1991 (Palme d'or, Prix de la mise en scène et Prix d'interprétation masculine) et L'Humanité de Bruno Dumont en 1999 (Grand prix, Prix d'interprétation masculine et féminine).
- Il s'agit de la première apparition au cinéma d'Eva Green. On l'aperçoit accompagner Benoît Magimel sur les marches du Conservatoire dans la scène finale.
- Benoît Magimel ne savait pas jouer de piano ni lire de partitions. Il a appris durant quatre mois spécialement pour le film.
- Isabelle Huppert joue réellement du piano dans le film ; elle a auparavant suivi des cours pendant douze ans.
- Largement pressentie, Isabelle Huppert ne fut pas nommée à l'Oscar de la meilleure actrice pour ce rôle nonobstant son Prix d'interprétation à Cannes, décerné à l'unanimité du jury présidé par Liv Ullmann[4] et l'excellent accueil critique du film outre-Atlantique (la presse l'ayant classé dans les dix meilleurs films de l'année)[5]. Don Krim, distributeur du film aux États-Unis, avait oublié de remplir le document nécessaire pour que le long métrage soit éligible aux Oscars[5],[6]. Encore aujourd'hui, il s'agit du rôle dont les cinéphiles et les professionnels américains parlent le plus à la comédienne[5].
- La performance d'Isabelle Huppert dans ce film a inspiré, tout comme Catherine Deneuve dans Répulsion, Natalie Portman pour son rôle oscarisé de danseuse étoile sombrant dans la folie dans Black Swan de Darren Aronofsky[7]. Par ailleurs, Alicia Vikander explique avoir voulu devenir actrice après avoir vu, à douze ans, Isabelle Huppert dans La Pianiste[8]. Naomi Watts confesse, quant à elle, avoir vu ce film uniquement pour elle et a ainsi pu découvrir le travail de Michael Haneke qui la dirigera en 2008 dans Funny Games U.S., remake américain de son propre film[9].
- Les deux affiches de film visibles dans une des scènes sont celles des longs métrages Fréquence interdite (Frequency) et The Skulls : Société secrète (The Skulls – Alle Macht der Welt).